# Neopentadactyla
Neopentadactyla is een geslacht van zeekomkommers uit de familie Phyllophoridae.

## Soorten
- Neopentadactyla mixta (Östergren, 1898) Deichmann, 1944